# قائمة قرارات مجلس الأمن التابع للأمم المتحدة لعام 2004
تتضمن قائمة قرارات مجلس الأمن التابع للأمم المتحدة لعام 2004 جميع القرارات الصادرة عن مجلس الأمن التابع للأمم المتحدة خلال العام 2004.

## القائمة
| رقم القرار | الرمز            | نص القرار                         | موضوع القرار |
| ---------- | ---------------- | --------------------------------- | --- |
| 1522       | S/RES/1522(2004) | نص الوثيقة على موقع الأمم المتحدة | الحالة في جمهورية الكونغو الديمقراطية |
| 1523       | S/RES/1523(2004) | نص الوثيقة على موقع الأمم المتحدة | الحالة في الصحراء الغربية |
| 1524       | S/RES/1524(2004) | نص الوثيقة على موقع الأمم المتحدة | الحالة في جورجيا |
| 1525       | S/RES/1525(2004) | نص الوثيقة على موقع الأمم المتحدة | الحالة في الشرق الأوسط |
| 1526       | S/RES/1526(2004) | نص الوثيقة على موقع الأمم المتحدة | تهديدات السلم والأمن الدوليين الناجمة عن الأعمال الإرهابية |
| 1527       | S/RES/1527(2004) | نص الوثيقة على موقع الأمم المتحدة | الحالة في كوت ديفوار |
| 1528       | S/RES/1528(2004) | نص الوثيقة على موقع الأمم المتحدة | الحالة في كوت ديفوار |
| 1529       | S/RES/1529(2004) | نص الوثيقة على موقع الأمم المتحدة | المسألة المتعلقة بهايتي |
| 1530       | S/RES/1530(2004) | نص الوثيقة على موقع الأمم المتحدة | الأخطار التي تهدد السلام والأمن الدوليين جراء الأعمال الإرهابية |
| 1531       | S/RES/1531(2004) | نص الوثيقة على موقع الأمم المتحدة | الحالة في إريتريا وإثيوبيا |
| 1532       | S/RES/1532(2004) | نص الوثيقة على موقع الأمم المتحدة | الحالة في ليبريا |
| 1533       | S/RES/1533(2004) | نص الوثيقة على موقع الأمم المتحدة | الحالة فيما يتعلق بجمهورية الكونغو الديمقراطية |
| 1534       | S/RES/1534(2004) | نص الوثيقة على موقع الأمم المتحدة | المحكمة الدولية لمحاكمة الأشخاص المسؤولين عن الانتهاكات الجسيمة للقانون الإنساني الدولي التي ارتكبت في إقليم يوغوسلافيا السابقة منذ عام 1991 المحكمة الجنائية الدولية لمحاكمة الأشخاص المسؤولين عن أعمال الإبادة الجماعية وغير ذلك من الانتهاكات الجسيمة للقانون الإنساني الدولي المرتكبة في إقليم رواندا والمواطنين الروانديين المسؤولين عن ارتكاب أعمال أعمال الإبادة الجماعية وغيرها من الانتهاكات المماثلة في أراضي الدول المجاورة بين 1 كانون الثاني/يناير و31 كانون الأول/ديسمبر 1994 |
| 1535       | S/RES/1535(2004) | نص الوثيقة على موقع الأمم المتحدة | الأخطار التي تهدد السلام والأمن الدوليين جراء الأعمال الإرهابية |
| 1536       | S/RES/1536(2004) | نص الوثيقة على موقع الأمم المتحدة | الحالة في أفغانستان |
| 1537       | S/RES/1537(2004) | نص الوثيقة على موقع الأمم المتحدة | الحالة في سيراليون |
| 1538       | S/RES/1538(2004) | نص الوثيقة على موقع الأمم المتحدة | الحالة بين العراق والكويت |
| 1539       | S/RES/1539(2004) | نص الوثيقة على موقع الأمم المتحدة | الأطفال والصراعات المسلحة |
| 1540       | S/RES/1540(2004) | نص الوثيقة على موقع الأمم المتحدة | عدم انتشار أسلحة الدمار الشامل |
| 1541       | S/RES/1541(2004) | نص الوثيقة على موقع الأمم المتحدة | الحالة فيما يتعلق بالصحراء الغربية |
| 1542       | S/RES/1542(2004) | نص الوثيقة على موقع الأمم المتحدة | الحالة في هايتي |
| 1543       | S/RES/1543(2004) | نص الوثيقة على موقع الأمم المتحدة | الحالة في تيمور الشرقية |
| 1544       | S/RES/1544(2004) | نص الوثيقة على موقع الأمم المتحدة | الحالة في الشرق الأوسط، بما فيها قضية فلسطين |
| 1545       | S/RES/1545(2004) | نص الوثيقة على موقع الأمم المتحدة | الحالة في بوروندي |
| 1546       | S/RES/1546(2004) | نص الوثيقة على موقع الأمم المتحدة | الحالة بين العراق والكويت |
| 1547       | S/RES/1547(2004) | نص الوثيقة على موقع الأمم المتحدة | تقرير الأمين العام عن السودان (S/2004/453) |
| 1548       | S/RES/1548(2004) | نص الوثيقة على موقع الأمم المتحدة | الحالة في قبرص |
| 1549       | S/RES/1549(2004) | نص الوثيقة على موقع الأمم المتحدة | الحالة في ليبريا |
| 1550       | S/RES/1550(2004) | نص الوثيقة على موقع الأمم المتحدة | الحالة في الشرق الأوسط |
| 1551       | S/RES/1551(2004) | نص الوثيقة على موقع الأمم المتحدة | الحالة في البوسنة والهرسك |
| 1552       | S/RES/1552(2004) | نص الوثيقة على موقع الأمم المتحدة | الحالة فيما يتعلق بجمهورية الكونغو الديمقراطية |
| 1553       | S/RES/1553(2004) | نص الوثيقة على موقع الأمم المتحدة | الحالة في الشرق الأوسط |
| 1554       | S/RES/1554(2004) | نص الوثيقة على موقع الأمم المتحدة | الحالة في جورجيا |
| 1555       | S/RES/1555(2004) | نص الوثيقة على موقع الأمم المتحدة | الحالة فيما يتعلق بجمهورية الكونغو الديمقراطية |
| 1556       | S/RES/1556(2004) | نص الوثيقة على موقع الأمم المتحدة | تقرير الأمين العام عن السودان (S/2004/453) |
| 1557       | S/RES/1557(2004) | نص الوثيقة على موقع الأمم المتحدة | الحالة بين العراق والكويت |
| 1558       | S/RES/1558(2004) | نص الوثيقة على موقع الأمم المتحدة | الحالة في الصومال |
| 1559       | S/RES/1559(2004) | نص الوثيقة على موقع الأمم المتحدة | الحالة في الشرق الأوسط |
| 1560       | S/RES/1560(2004) | نص الوثيقة على موقع الأمم المتحدة | الحالة بين إثيوبيا وإريتريا |
| 1561       | S/RES/1561(2004) | نص الوثيقة على موقع الأمم المتحدة | الحالة في ليبريا |
| 1562       | S/RES/1562(2004) | نص الوثيقة على موقع الأمم المتحدة | الحالة في سيراليون |
| 1563       | S/RES/1563(2004) | نص الوثيقة على موقع الأمم المتحدة | الحالة في أفغانستان |
| 1564       | S/RES/1564(2004) | نص الوثيقة على موقع الأمم المتحدة | تقرير الأمين العام عن السودان |
| 1565       | S/RES/1565(2004) | نص الوثيقة على موقع الأمم المتحدة | الحالة المتعلقة بجمهورية الكونغو الديمقراطية |
| 1566       | S/RES/1566(2004) | نص الوثيقة على موقع الأمم المتحدة | التهديدات التي يتعرض لها السلام والأمن الدوليان من جراء الأعمال الإرهابية |
| 1567       | S/RES/1567(2004) | نص الوثيقة على موقع الأمم المتحدة | المحكمة الدولية لمحاكمة الأشخاص المسؤولين عن الانتهاكات الجسيمة للقانون الإنساني الدولي التي ارتكبت في إقليم يوغوسلافيا السابقة منذ عام 1991 |
| 1568       | S/RES/1568(2004) | نص الوثيقة على موقع الأمم المتحدة | الحالة في قبرص |
| 1569       | S/RES/1569(2004) | نص الوثيقة على موقع الأمم المتحدة | عقد جلسات في نيروبي تبدأ في 18 تشرين الثاني/نوفمبر 2004 وتنتهي في 19 تشرين الثاني/نوفمبر 2004 |
| 1570       | S/RES/1570(2004) | نص الوثيقة على موقع الأمم المتحدة | ولاية بعثة الأمم المتحدة للاستفتاء في الصحراء الغربية |
| 1571       | S/RES/1571(2004) | نص الوثيقة على موقع الأمم المتحدة | محكمة العدل الدولية |
| 1572       | S/RES/1572(2004) | نص الوثيقة على موقع الأمم المتحدة | كوت ديفوار |
| 1573       | S/RES/1573(2004) | نص الوثيقة على موقع الأمم المتحدة | الحالة في تيمور الشرقية |
| 1574       | S/RES/1574(2004) | نص الوثيقة على موقع الأمم المتحدة | السودان |
| 1575       | S/RES/1575(2004) | نص الوثيقة على موقع الأمم المتحدة | الحالة في البوسنة والهرسك |
| 1576       | S/RES/1576(2004) | نص الوثيقة على موقع الأمم المتحدة | الحالة في هايتي |
| 1577       | S/RES/1577(2004) | نص الوثيقة على موقع الأمم المتحدة | بوروندي |
| 1578       | S/RES/1578(2004) | نص الوثيقة على موقع الأمم المتحدة | قوة الأمم المتحدة لمراقبة فض الاشتباك |
| 1579       | S/RES/1579(2004) | نص الوثيقة على موقع الأمم المتحدة | ليبيريا |
| 1580       | S/RES/1580(2004) | نص الوثيقة على موقع الأمم المتحدة | غينيا - بيساو |

## المرجع
1. ↑  "قرارات مجلس الأمن". الأمم المتحدة. مؤرشف من الأصل في 2018-09-07. اطلع عليه بتاريخ 22 شباط / فبراير 2017. {{استشهاد ويب}}: تحقق من التاريخ في: |تاريخ الوصول= (مساعدة)